# 일진제강
일진제강은 전북특별자치도 임실군 임실읍 호국로 1746에 본사를 둔 강관 제조 기업으로 일진그룹의 계열사이다.